# Kaffe utan grädde
Kaffe utan grädde är en sång av Gösta Jonsson utgiven av Mjölkcentralen på 78-varvare 1938.
I refrängen nämns "Kaffe utan grädde är som kärlek utan kyssar, och kärlek utan kyssar är väl ingen kärlek säg?"
Sången betraktades som reklam och bannlystes därför i Sveriges Radio.
1973 spelades Grus i dojjan in en cover på låten. Dansbandet Schytts spelade in en cover på albumet Hålligång 4, utgiven 1975. 

### Fotnoter
1. ↑  ”Bevingat - kaffeinformation.se”. Arkiverad från originalet den 9 augusti 2010. https://web.archive.org/web/20100809111134/http://www.kaffeinformation.se/templates/FullPage.aspx?id=832. Läst 30 oktober 2009.
2. ↑  ”Kaffe utan grädde”. Arkiverad från originalet den 13 augusti 2013. https://web.archive.org/web/20130813195010/http://hem.passagen.se/liolo/texter/ktexter/k005.htm. Läst 30 oktober 2009.
3. ↑  ”Grus I Dojjan - Levande Musik Med Grus I Dojjan” (på engelska). Discogs. https://www.discogs.com/Grus-I-Dojjan-Levande-Musik-Med-Grus-I-Dojjan/release/4161575. Läst 7 juli 2019.